# Bariera odśrodkowa
Bariera odśrodkowa – bariera potencjału obecna, gdy cząstka oddziałująca z jądrem atomowym ma orbitalny moment pędu różny od zera:
{\displaystyle V_{c}(r)={\frac {l(l+1)\hbar ^{2}}{2Mr^{2}}},}
gdzie:
{\displaystyle M} – masa cząstki wchodzącej,
{\displaystyle r} – odległość cząstki od środka jądra.